# Слепов, Василий Алексеевич
Васи́лий Алексе́евич Сле́пов (1887, Кулебакская волость, Нижегородская губерния — 1938) — русский революционер и советский партийный и хозяйственный деятель.

## Биография
Родился в 1887 году в Кулебакской волости Ардатовского уезда Нижегородской губернии. Поступил на работу на Кулебакский металлургический завод, где работал модельщиком. В 1905 году вступил в Российскую социал-демократическую рабочую партию. После Февральской революции 1917 года — член заводского комитета РСДРП. В мае 1917 года избран председателем Кулебакского Совета рабочих депутатов, в том же месяце принимал участие в VII Всероссийской конференции РСДРП(б). 31 октября 1917 года от имени возглавляемого им Совета объявил об установлении Советской власти в Кулебаках. В дальнейшем — председателем коллегиального заводоуправления. Скончался в 1938 году.